# استاروبالتاچوو (شهرستان دیورتیولینسکی، باشقیرستان)
استاروبالتاچوو (انگلیسی: Starobaltachevo, Dyurtyulinsky District, Republic of Bashkortostan) یک شهرک در شهرستان دیورتیورلینسکی در استان باشقیرستان کشور روسیه است.